# Вовк
Вовк (Canis lupus L.) — хижий ссавець із роду пес (Canis) родини псових (Canidae), що добуває їжу самостійно активним пошуком та переслідуванням жертв. Усюди основною здобиччю вовків є копитні тварини: у тундрі — дикі та свійські північні олені; у лісовій зоні — лосі, сарни, дикі свині, свійські вівці, корови, коні; у степу та пустелі — антилопи різних видів та вівці; у горах — дикі та свійські кози. Також відомий як сірий вовк, сірко, дикий собака або дикий пес.

## Етимологія слова «вовк»
Слово «вовк» походить від прасл. *vьl̥kъ. Схоже звучать назви цієї тварини в інших слов'янських мовах: д.-рус. вълкъ, біл. воўк, староцерк.-слов. влькъ, болг. вълк, серб. ву̑к/vuk, словен. vȏɫk, чеськ. і словац. vlk, пол. wilk, полаб. våuk, в.-луж. wjelk, н.-луж. wel'k.
Праслов'янське слово *vьlkъ походить від пра-і.є. *wĺ̥kʷos (*ulkos), похідними від якого є назви цього звіра майже у всіх індоєвропейських мовах: лит. vil̃kas, латис. vìlks, давньоіндійське vŕ̥kas, авестійське vǝhrka-, осетинське Уӕрхӕг (ім'я одного з героїв осетинського епосу), перс. گرگ ‎, گرگان ‎горг, горган, тадж. гург, гот. wulfs, нім. Wolf, нід. і англ. wolf, албанське ujk (з ранішого ulk), тохарське Б walkwe, грец. λύκος (вимова дуже змінилася під впливом слова αλωπός — «лис»). Латинське lupus, очевидно, запозичене зі спорідненої сабінської мови, питомо латинське «вовк» мало бути *volquus або *vulcus, *volcus (можливо, звідси й ім'я римського бога Вулкана). З латинського lupus також походять італ. lupo, ісп. і порт. lobo, провансальське lop, фр. loup, рум. lup.
Індоєвропейська назва вовка *wĺ̥kʷos за походженням пов'язана з дієсловами *wel- («рвати») чи *welk- («тягти», «цупити»), або утворене від прикметника *wl̥kʷós («небезпечний»). Назва звіра відбиває всю небезпеку, яку вовк являв для скотарських індоєвропейських племен. Непереконливою є точка зору, яка виводить індоєвропейську назву з кореня  *vel- («буланий», «сіро-жовтий»).

## Зовнішня будова
Зовнішній вигляд вовка свідчить про його міць та пристосування до тривалого бігу при переслідуванні своїх жертв. Дорослий вовк зазвичай більший за вівчарку: довжина тіла з головою і без хвоста досягає 135—160 см, хвіст —40—52 см. Висота в плечах 80—95 см. Вага зазвичай 45—60 кг. У літературі згадуються вовки вагою, начебто, до 90 кг; але серед багатьох сотень точно зважених вовків з Євразії та Північної Америки маса жодного не перевищувала 79 кг, а таких нараховувалось 3 чи 4 особини.
Забарвлення та розміри вовків піддаються сильній індивідуальній та географічній мінливості. Тільки на території Євразії нараховується 10—15 підвидів, і десь стільки ж в Північній Америці. Найбільші вовки трапляються в крайній півночі ареалу, в лісотундровій та тундровій зонах, найменші — на півдні. Перші забарвлені в дуже світлі тони, а взимку практично зовсім біліють. В лісовій зоні мешкають вовки найбільш посилено забарвлених підвидів, тоді як на півдні, в пустелях, їх змінюють тварини тьмяно-жовтого кольору.

## Розповсюдження

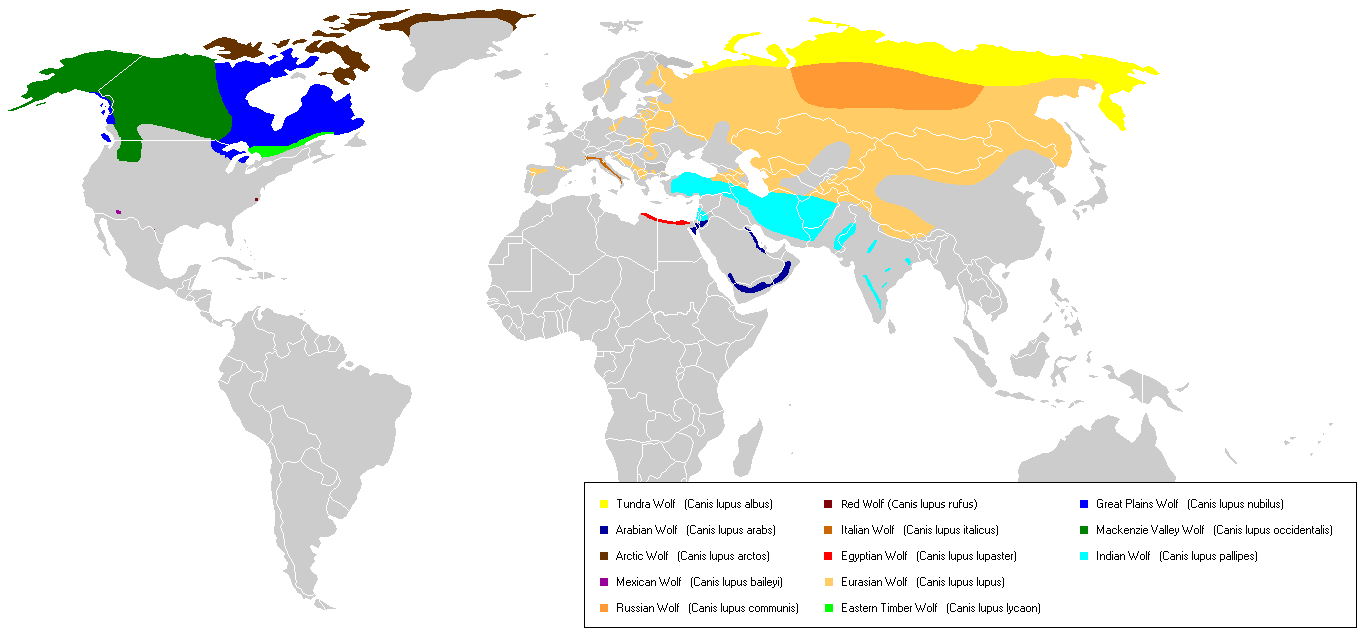
Поширення підвидів вовка

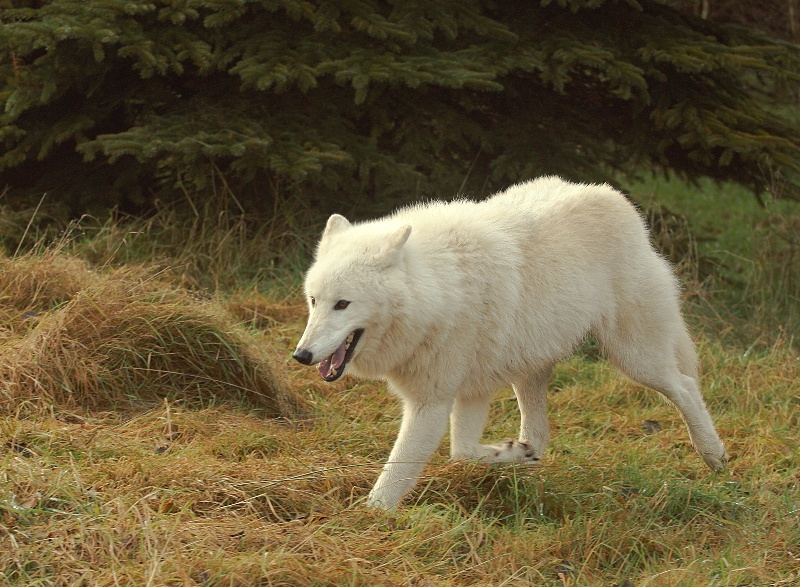
Білий арктичний вовк (підвид, що мешкає на Канадському Арктичному архіпелазі та в Гренландії)

Вовк розповсюджений досить широко — трапляється в Європі, Азії та Північній Америці. У Євразії зустрічається на Піренейському півострові, в Італії, скандинавських країнах, в країнах Балканського півострова, Румунії, і далі — практично в усій північній та центральній Євразії аж до Чукотського півострова; але в багатьох частинах ареалу є досить рідкісним. В історичні часи вовк мешкав у Японії, та був там знищений. На північноамериканському континенті сучасна південна межа ареалу вовка приблизно збігається із кордоном США та Канади (див. карту). В Україні вовк трапляється на всій території, у тому числі в степовій зоні та в Криму.
Вовк у країнах Європи :
- Швеція — 270 особин. Тенденція зростання. Виплата компенсацій за збитки і коштів для забезпечення захисту.[4]
- Польща — близько 2 000 особин. Тенденція зростання. Вид, що охороняють. Полювання не дозволено. Компенсації платять.[5]
- Латвія — 600 особин. Тенденція до зниження. У 90-х роках було 900 особин. Компенсації не платяться.
- Словаччина — 350—400 особин. Вид охороняється за рядом винятків. Компенсація виплачується.
- Естонія — 200 особин. Тенденція до зниження. У 1990-х роках було 500. Компенсація виплачується.[6][7]
- Німеччина — 35–60 вовків. Вид, що охороняється. Компенсацій немає.[8]
- Франція — 80–100 особин. Вид, що охороняється. Компенсації виплачуються.
- Білорусь — 1 500—2 000. Мисливський вид. Компенсації не виплачуються. До недавнього часу виплачувалися винагороди за здобич, але треба уточнювати, адже пройшов цикл внесення змін до законодавства.
- Україна — 2 600—2 700. Мисливський вид. Компенсація за завдані збитки не виплачується.
- Фінляндія — 120—140 вовків. Полювання дозволено в місцях розведення оленів. Компенсація виплачується. Великий приплив вовків із території Карелії.
- Чехія — 20–30 особин. Захищений вид. Компенсації збитків немає.

Всупереч поширеній думці, сучасний вовк не є безпосереднім предком сучасного свійського собаки; це радше сестринські групи; безпосередній предок сучасного собаки вимер.

## Екологія
Вовк відрізняється великою екологічною пластичністю. Він живе в найрізноманітніших ландшафтах, віддаючи перевагу відкритому степу, напівпустелі, тундрі, лісостепу, і за можливості уникає суцільних лісових масивів. Причиною того є достаток корму, насамперед наявність диких та свійських копитних тварин, а також умови полювання на них, особливо взимку, коли на розподіл та чисельність хижака вирішальним чином впливає висота снігового покриву.

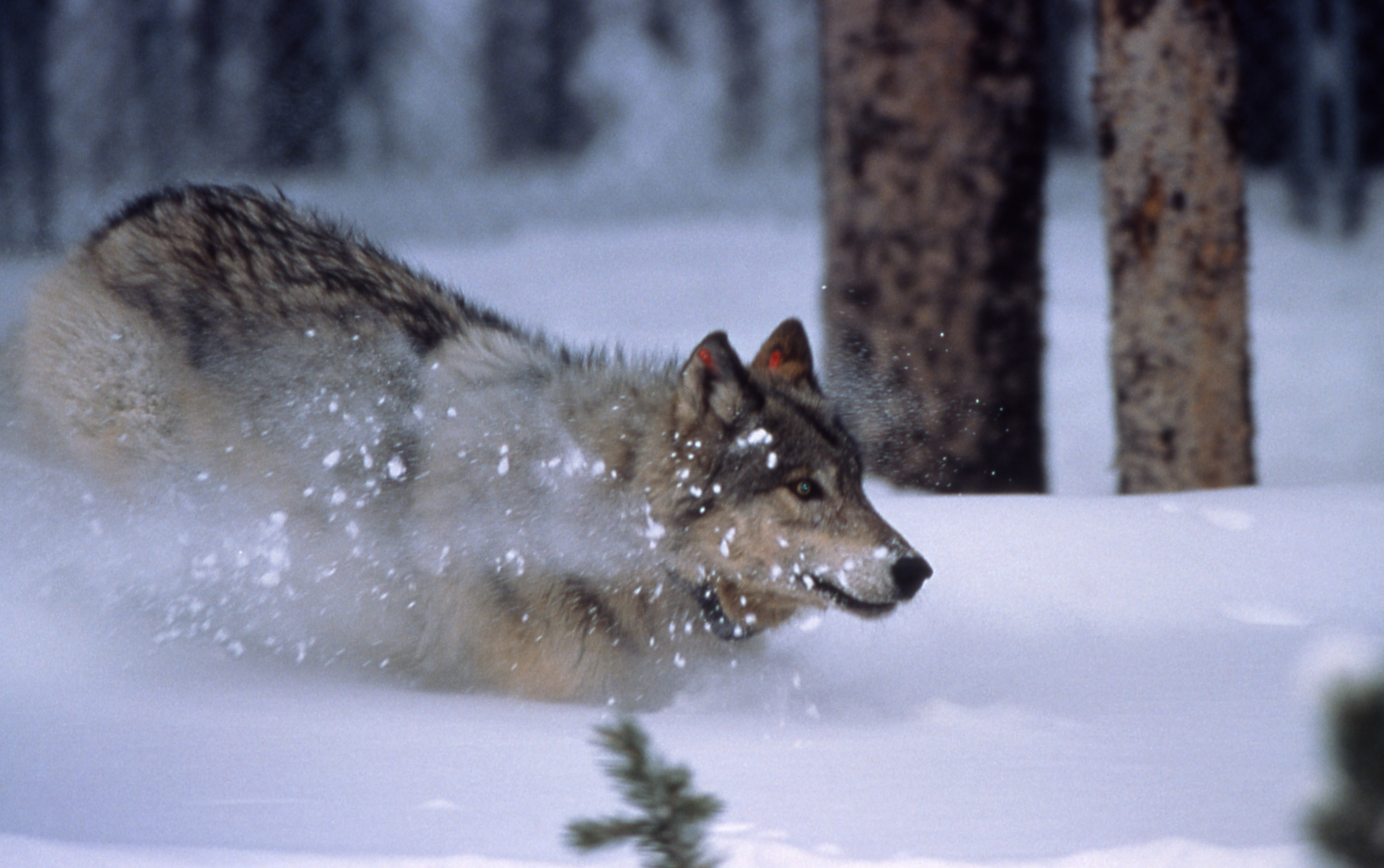
Вовк, що біжить снігом

Річ у тім, що в пухкому глибокому снігу в лісах вовки занадто провалюються та не можуть догнати лося або оленя. Становище змінюється тільки навесні, під час витривалих настів, котрі легко витримують хижаків, але провалюються під копитними тваринами. Загалом, полювання вовків на відкритій місцевості в середньому є набагато вдалішим, ніж в суцільному лісі.
Для вовків звичайним є родинний спосіб життя. Пари у них утворюються на невизначено довгий строк, практично на все життя. Основу вовчої зграї зазвичай складають батьки з виводком цьогорічних молодих вовків, до якого можуть приєднуватися торішні «прибулі» тварини та холості самці. У зграї лише зрідка буває більше ніж 10—12 особин. Найбільша постійна зграя була зафіксована на Алясці і складалася з 36 вовків. Інколи окремі зграї об'єднуються, що трапляється в місцях скупчення диких або свійських копитних, але такі об'єднання завжди бувають лише тимчасовими; у Казахстані в такому вовчому об'єднанні одного разу було зафіксовано 42 вовки.
Вовки досить сильно прив'язані до лігва, і полюють в межах чітко визначеного, хоча й досить великого, району. Якщо їх не переслідують, вони вперто тримаються в уподобаній місцевості. До того ж ділянки окремих родин ізольовані одна від одної, ніколи не перекриваються, і суворо охороняються своїми господарями. Межі своєї території вовки позначають за допомогою сечових точок та випорожнень на визначених, звичайно добре помітних, пунктах: на окремих купинах, кущах, біля окремо стоячих дерев, стовпів та інше. Цей «нюховий телефон» слугує важливим і точним засобом взаємного інформування тварин, запобігаючи зіткненням між господарями ділянки та прибульцями, а в період розмноження, навпаки, сприяючи зустрічі самців та самок. Площі ділянок окремих зграй дуже розрізняються: у східній Європі радіус окремої ділянки становить 100 до 300 кілометрів.

## Спосіб життя

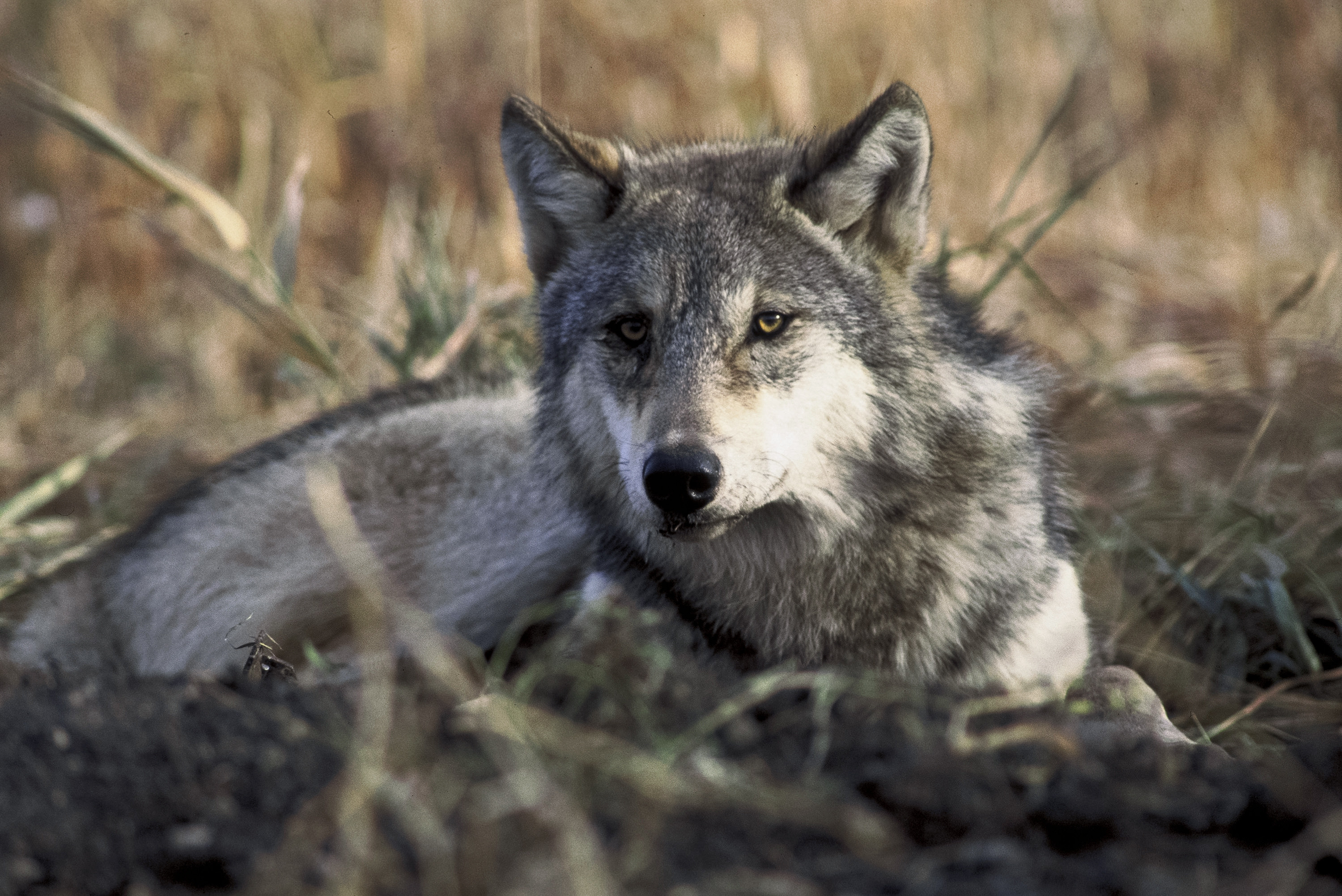
Вовк на відпочинку

Вовки активні переважно в нічні години, але іноді їх можна зустріти і вдень. Про свою присутність вони дають знати голосним виттям, що дуже відрізняється за своїм характером у дорослих самців, вовчиць та молодих, а також залежно від ситуації. Річ у тому, що за допомогою різного роду завивань вовки обмінюються інформацією про наявність здобичі, появу інших вовків на території зграї, появу людей та інші важливі події. Вовки мають також досить розвинуту міміку — вирази їхньої морди, пози та положення хвоста можуть бути вельми різноманітними, що віддзеркалює емоційний стан тварин та має першорядне значення для встановлення контактів між особинами або, навпаки, запобігання сутичок. Із органів чуття у вовків найрозвиненішим є слух, дещо слабкішими — зір та нюх.
Добре розвинена вища нервова діяльність сполучається у вовків з силою, спритністю, невтомністю, швидкістю бігу та іншими фізичними даними, що значно підвищують можливості цього хижака у боротьбі за виживання. Він без видимих зусиль може нести в зубах вівцю, тримаючи її перед собою або закинувши за спину. Зазвичай вовк розвиває швидкість до 55—60 км/год, але на полюванні його швидкість може бути і 65 км/год, у надзвичайних випадках легко може розвинути і 70–75 км/год, а стометрову відстань перед нападом годен подолати за 4,5 секунди тобто зі швидкістю в 85 км/год, але довго з такою швидкістю бігти хижак не може . Вовк здатний здійснювати переходи до 60—80 км за ніч, а в середньому за добу (в лісовій зоні) проходити понад 20 км.

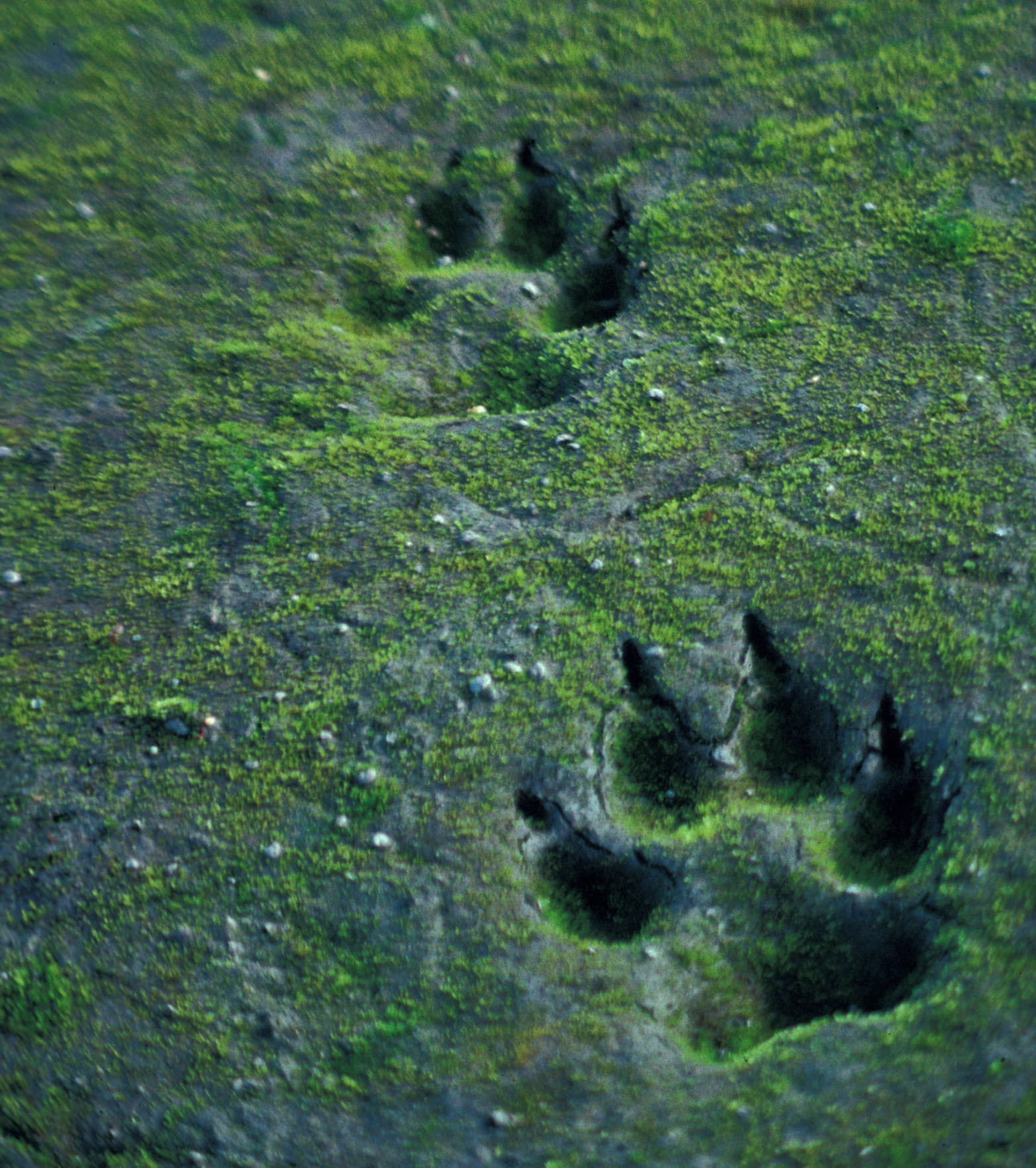
Сліди вовка

В тундрі, а також в горах, вовки здійснюють сезонні кочування за стадами диких та свійських копитних. Іноді спостерігається помітне збільшення кількості вовків в деякій місцевості внаслідок різкого погіршення умов існування в сусідніх районах.
Вовк — типовий хижак, що добуває їжу самостійно активним пошуком та переслідуванням жертв. Повсюди основу харчування вовків складають копитні тварини: в тундрі — дикі та свійські північні олені; в лісовій зоні — лосі, сарни, дикі свині, свійські вівці, корови, коні; в степу та пустелі — антилопи різних видів та вівці; в горах — дикі та свійські кози.
Поряд з великими тваринами в харчуванні вовків велику роль відіграють дрібні — зайці, дикі кролі, мишоподібні гризуни. В теплу пору року вовки ловлять дуже велику кількість польових мишей, лемінгів та інших тваринок такого ґатунку, і на цій їжі добре вгодовуються і навіть жиріють до зими. Влітку вовки не втрачають нагоди з'їсти кладку яєць птахів, що гніздяться на землі, пташенят в гнізді, а іноді ловлять навіть водоплавних птахів. Здобиччю вовків також можуть стати лисиці, єнотоподібні собаки, єноти та інші невеликі хижаки, а також свійські собаки, за якими вовки часто полюють спеціально, навіть витягуючи їх ночами з будки на подвір'ї. Зрідка, зголоднілі взимку вовки, можуть нападати на сплячих у барлогу ведмедів. Також серед вовків спостерігаються випадки канібалізму.

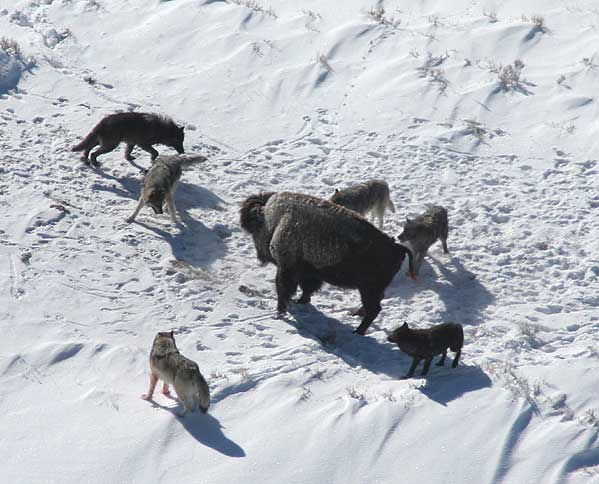
Вовки на полюванні оточили американського бізона

На відміну від деяких інших хижих тварин, вовки часто повертаються до недоїдених решток своєї здобичі, особливо в голодний час. Не гидують вони також трупами домашньої худоби, а на морських узбережжях — тушами тюленів та інших морських тварин, викинутих на берег.
В степах та пустелях звичайною їжею вовків є різноманітні плазуни та сарана (в роки масового виплоду).
Вовки, особливо в південних частинах ареалу, поїдають і деякі рослинні корми — різні ягоди, плоди конвалії, дикі та садові фрукти (падалку), навіть гриби. В степах вони часто поїдають кавуни та дині, втамовуючи таким чином не стільки голод, скільки спрагу, тому що потребують регулярного і досить щедрого водопою. В Українських Карпатах відомі факти поїдання вовком стиглих плодів горобини.
Вовк відомий своєю ненажерливістю. Дійсно, якщо він голодний, то здатний з'їсти до 10 кілограмів м'яса за раз. Але у звичайних умовах добова норма на дорослі тварини складає всього лише близько 2 кг, решта м'яса просто розтягується та приховується на запас, і з'їдається пізніше; це не завжди береться до уваги, і сприяє перебільшеній уяві про ненажерливість вовків. З іншого боку, цій тварині притаманна дивовижна здатність голодувати, не втрачаючи при цьому життєвих сил. В Ямальській тундрі поранений вовк пролежав, не міняючи місця і не полюючи, тобто перебуваючи голодним, 17 діб. Він дуже схуднув, але повністю одужав від поранень і після цього біг як здоровий.
Під час полювання вовків на велику дичину особливо добре видно, наскільки це високорозвинені хижаки і якою складністю відрізняється їхня поведінка. Навіть полюючи вдвох влітку, вовки нерідко практикують поділ обов'язків, коли один з них стає заганяйлом, а інший ховається в засідці. Перший при цьому діє дуже обережно, поступово та методично направляючи намічену жертву в бік свого напарника. В зграї, що переслідує оленя, лося або сайгу, часто одні хижаки біжать безпосередньо за жертвою, а інші — не поспішаючи зрізують кути, і, відпочивши, змінюють перших. При цьому хижаки проявляють неймовірну невтомність, нещадну настирливість і рано чи пізно в переважній більшості випадків домагаються свого. Іноді вони заганяють оленів на скелі, і, оточивши, чекають, коли ті, втомившись, спробують прорватись і втекти. Нарешті, вовки вміло виганяють оленів та сарн на ковзку голу кригу річок та озер взимку або ріжуть їх в глибокому пухкому снігу або по насту. Але в інших умовах вони не здатні наздогнати здорового дорослого оленя, тому їхня здобич більш ніж на 60 % складається з хворих та старих тварин.

## Розмноження

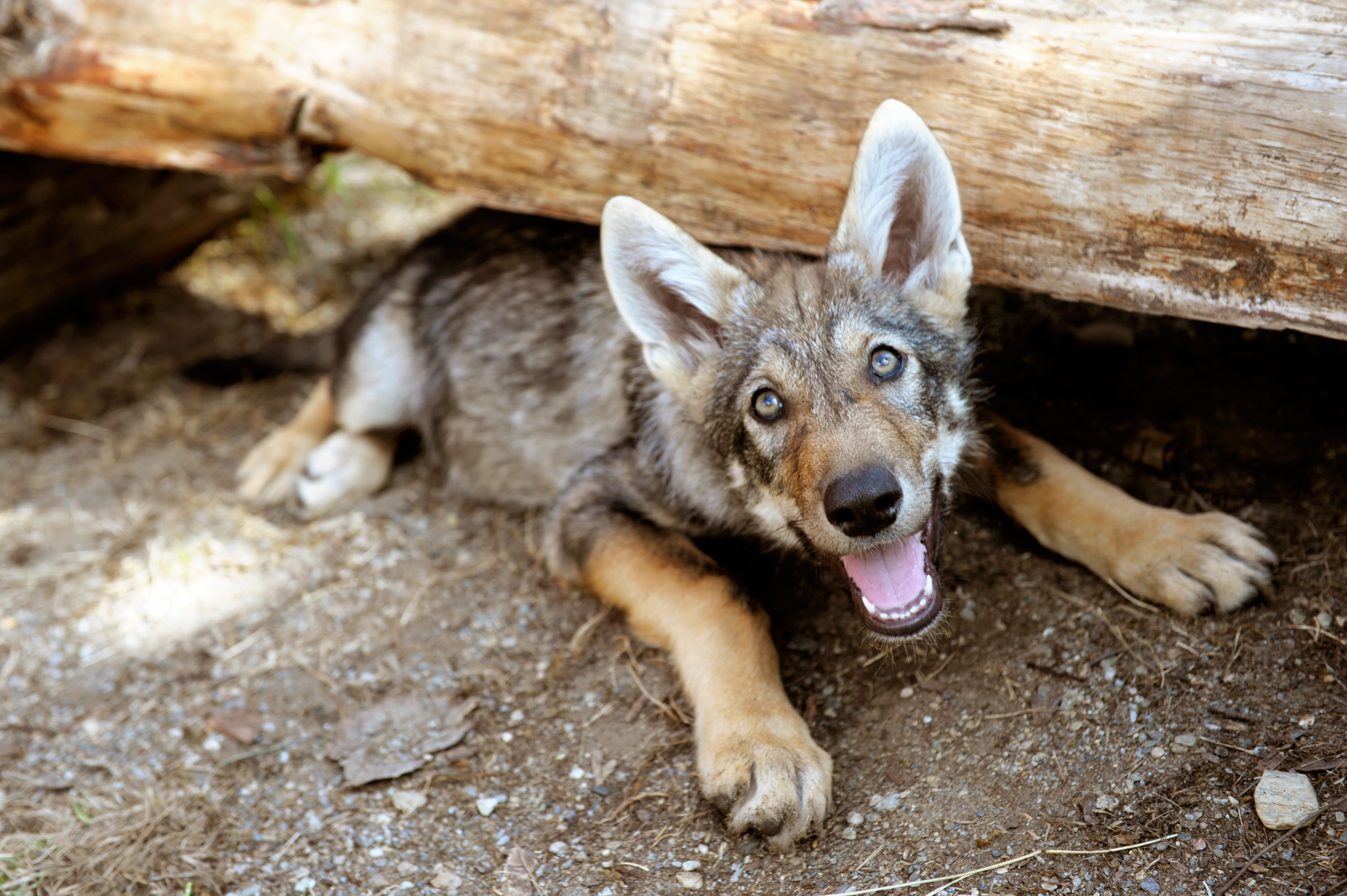
Вовченя в зоопарку в Данії

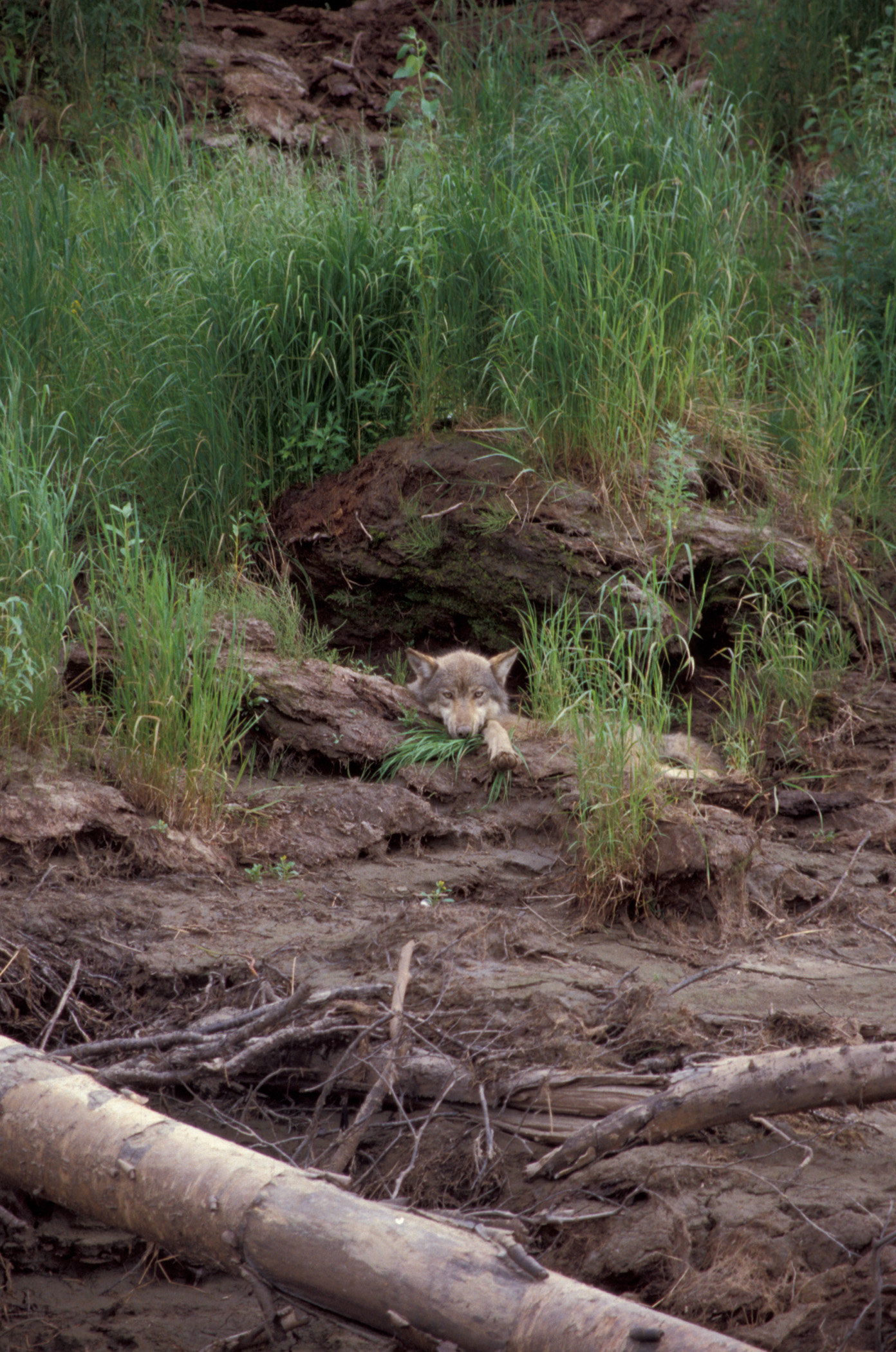
Вовк біля лігва

Гін у вовків буває взимку, в різних районах ареалу — з грудня до березня. У старих вовків гін звичайно протікає в досить мирній обстановці, якщо їхня пара збереглася або якщо не з'явився інший, самець-одинак. Коло молодих та самотніх старих вовчиць може збиратись група самців. Між ними часто виникають жорстокі бійки за право стати партнером самки, часто із смертельним результатом для найслабкіших. Цьому сприяє надлишок самців, що часто спостерігається в популяціях вовків Євразії та Північної Америки.
Лігвом вовкам звичайно слугують різні природні притулки — під вивернутим корінням дерев, серед бурелому, в нішах, на схилах яруг та балок, у скельних розщелинах та інше. Іноді вовки пристосовують для себе нори борсуків, песців, лисиць та шакалів шляхом їх розширення та поглиблення, рідше — риють нори самі. Своє лігво вовки влаштовують звичайно в глухих, важко досяжних місцях, обов'язково неподалік від водойм, ретельно його маскуючи; при підході до лігва вони вдаються до різноманітних заходів безпеки, щоб не видати розташування потомства. Але, на відміну від цього, відома ціла низка випадків, коли вовченят знаходили в цілком несподіваних місцях: в старих скиртах соломи, штабелях дров, складах снігозахисних щитів повз дорогою, і навіть в хлібному полі за кількасот метрів від села.

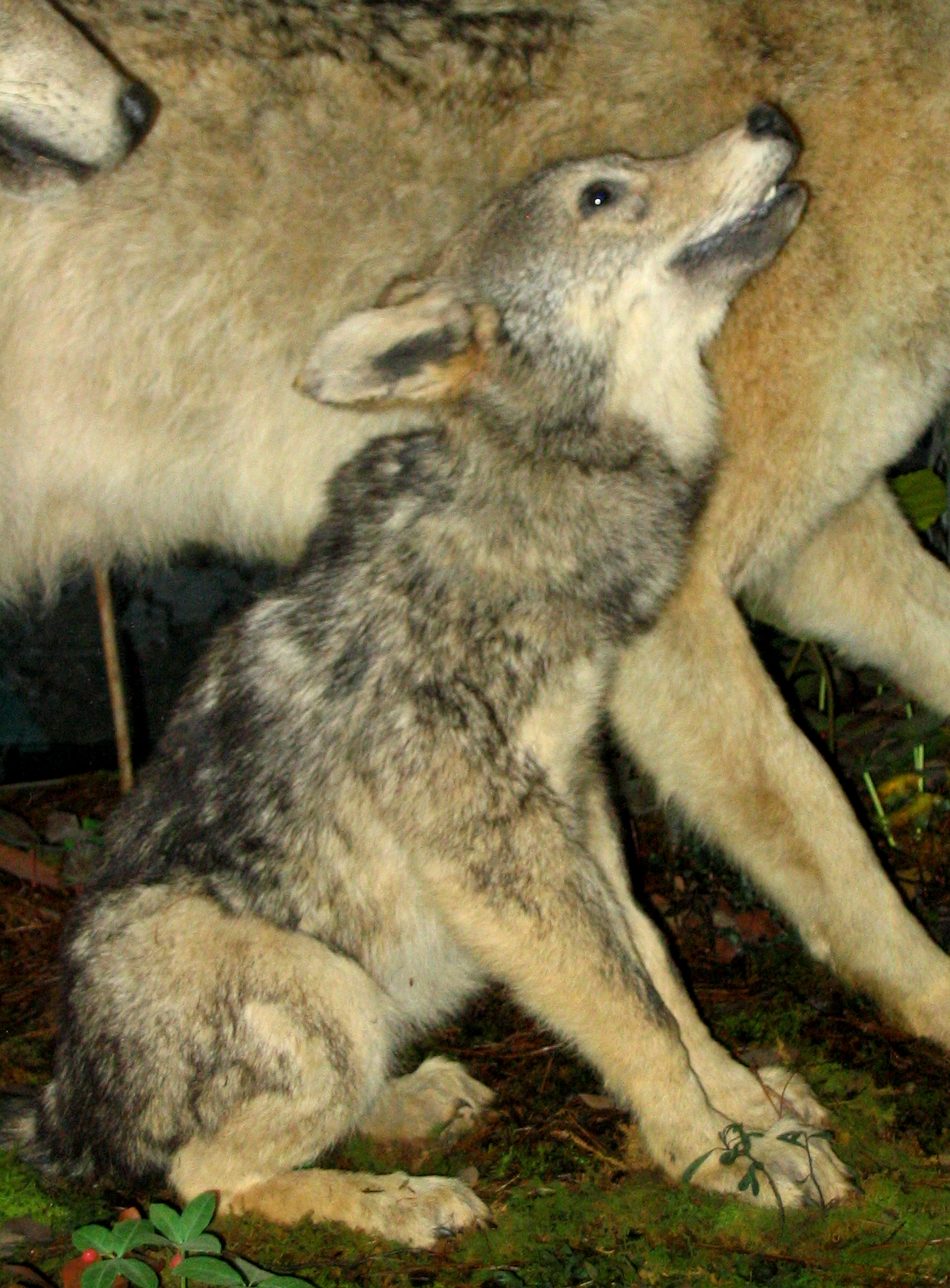
Вовченя біля батьків

Характерно, що вовки ніколи не полюють поблизу свого лігва, а лише на відстані 7—10 кілометрів — що, звичайно, також сприяє безпеці виводку. Після того, як вовченята достатньо підростуть, щоб слідувати за батьками, вовки припиняють користуватись постійним лігвом, а зупиняються на відпочинок щоразу в іншому, але завжди надійному, місці.
Вагітність у вовків продовжується від 65 до 75 діб. У виводку в середньому нараховують 5—6 вовченят, зрідка до 14—15, а інколи — лише 1—2 (у старих або молодих вовчиць).
Вовченята народжуються навесні, сліпими, із закритими вушними отворами, вкриті рідкою бурою шерстю. Прозрівають через 9—15 днів; в тритижневому віці починають виповзати з лігва; півтора місяця мати годує їх молоком, але вовченята ще в цей період починають потрохи їсти напівперетравлене м'ясо, що його відригує самець, який весь цей час постачає їжу вовчиці та вовченятам. Вовченята зростають швидко: за перші 4 місяці їхня вага збільшується майже в 30 разів, але потім темп росту помітно зменшується.
Поступово вовченята привчаються вбивати дрібних тварин, яких їм приносять батьки, а потім вчаться і полювати по справжньому.
Хоч дорослі вовки досить уважно піклуються про своє потомство, а проте багато вовченят гине на першому році життя: смертність у вовків в цей період життя найбільша і досягає 60—80 %.
Відповідно до спостережень за канадськими тундровими вовками, у вихованні вовченят часто окрім батьків може брати участь молодий самець-одинак, що цього року залишився самотнім (в художній літературі це явище описане в книзі канадського натураліста Фарлі Моуета «Не кричи „Вовки“!» (Farley Mowet: «Never Cry Wolf»)).
Вовки досягають статевої зрілості на другому році життя, а самиці — тільки в трирічному віці, та й то часто на перший рік не здатні знайти собі пару. В природі вовки живуть максимум до 15—20 років, але вже у віці 10—12 років в них виявляються ознаки старіння.

## Охоронний статус
У ряді місцевостей свого первісного ареалу вовки зникли, а в інших їхня чисельність мала — наприклад, у Мексиці близько 50 особин, в Іспанії та Португалії разом — близько двохсот. Але загалом цей вид не вважається таким, що знаходиться під загрозою зникнення.
До Червоного списку МСОП занесено особливий підвид вовка — північний гірський вовк (Canis lupus irremolus), що зберігся лише в національних парках Єллоустоун та Глейшер у США. Загальна чисельність цього підвиду не перевищує 20 особин.

### Статус вовка в Україні
Згідно з Конвенцією про охорону дикої флори та фауни і природних середовищ існування в Європі, вовк є суворо охоронюваним видом. Закон України «Про Приєднання України до Конвенції 1979 року про охорону дикої флори і фауни та природних середовищ існування в Європі», щодо вовка містить застереження, передбачене Конвенцією, згідно з яким допускається регулювати його чисельність в обмеженій кількості за умови відповідного контролю.
До охорони вовків закликає Маніфест МСОП з охорони вовків. Проте вимоги міжнародних документів і Закону України не враховуються в іншому Законі України — «Про мисливське господарство та полювання», де вовк необґрунтовано внесений до списку «шкідливих видів». Через це полювання на вовків дозволене в Україні протягом всього року і практично без обмежень кількості відстріляних вовків. Їх знищують навіть на території заповідників та інших об'єктів природно-заповідного фонду. У підсумку, за офіційними даними, щорічно в країні знищується до половини популяції вовка. Попри те, що вовк також занесений до списку мисливських видів, такси за його незаконне знищення в Україні відсутні.

### Кампанія на захист вовка в Україні
2006 року кілька громадських екологічних організацій України — «Екоправо-Київ», Київський еколого-культурний центр, Дружина охорони природи «Зелене майбутнє», асоціація «Наш дім» почали кампанію з захисту вовків в Україні, мета якої — надати вовку охоронний статус. Задля цього було видано кілька буклетів і книг, виграно два суди, завдяки яким Державний комітет лісового господарства вніс зміни до своїх інструкцій, заборонивши знищення вовченят, а також полювання на вовків в сезон розмноження.
Важливим завданням є боротьба з негативними публікаціями про вовків. Зокрема, у 2013 р. в українських ЗМІ стало вдвічі менше «противовчих» матеріалів, ніж у 2012 р. 2010 року екологістам вдалося внести законодавчі правки до Закону України «Про мисливське господарство та полювання» щодо внесення вовка до списку мисливських тварин. Оприлюднено низку статей на захист вовків.

## Підвиди
|  | Canis lupus familiaris   | Підвид Пес свійський                |
|  | Canis lupus dingo        | Підвид Динго                        |
|  | Canis lupus chanco       | Підвид Вовк тибетський              |
|  | Canis lupus arctos       | Підвид Арктичний вовк               |
|  | Canis lupus arabs        | Підвид Арабський вовк               |
|  | Canis lupus baileyi      | Підвид Мексиканський вовк           |
|  | Canis lupus crassodon    | Підвид Ванкуверський вовк           |
|  | Canis lupus irremotus    | Підвид Північний гірський вовк      |
|  | Canis lupus labradorius  | Підвид Лабрадорський вовк           |
|  | Canis lupus lycaon       | Підвид Східний вовк                 |
|  | Canis lupus pallipes     | Підвид Індійський вовк              |
|  | Canis lupus occidentalis | Підвид Макензійський рівнинний вовк |

## Гібридизація
Значну загрозу для генетичної структури популяцій вовка несе гібридизація з іншими видами і формами роду Canis.
В регіонах з низькою щільністю вовка (зокрема, внаслідок його винищення) вовк нерідко утворює шлюбні пари з бродячими псами (Canis familiaris). Вовко-псові гібриди формуються у більшості випадків, коли порушена просторова структура популяцій вовка і є брак шлюбних партнерів. Особливо часто гібриди виявляють на півдні ареалу вовка, зокрема й на півдні України.
Існує також цілий напрямок виведення вовкопсових гібридів (wolfdog) для утримання їх як службових тварин  [Архівовано 24 вересня 2015 у Wayback Machine.], зокрема загальновідомих «чехословацьких вовкособак».
Гібридний статус припускається для кількох таксонів Canis, зокрема для «рудого вовка» (Canis rufus).

## Вовк у культурі
|                                                               |  |  |
| Срібна пам'ятна монета НБУ номіналом 5 грн., присвячена вовку |  |  |

Ціла низка дослідників вважає, що коза і вовк є тотемними тваринами племен, з яких сформувався український народ. Серед них — О. Знойко, В. Давидюк, Г. Лозко, М.-Л. А. Чепа. При цьому коза як тотем притаманна для переважної частини України від Київщини й Чернігівщини до Гуцульщини в Карпатських горах, а ознаки вовка як тотема поширені на волинському Поліссі й частково чернігівському Поліссі.
На думку етнопсихолога М.-Л. А. Чепи, фольклориста В. Давидюка вовк є центральним персонажем українського тотемізму.
У тих регіонах, де вовк є тотемом, під час новорічних народних вистав свята Щедрого вечора щедрувальники вдягалися не лише в шкіру кози, але й у шкіру вовка. Етнографами записано на Чернігівщині пісню при щедровечірньому водінні кози, де згадується також і вовк.
У болгар і сербів тотемною твариною також є вовк (відбилося навіть в людських іменах).
У християнстві вважаються «псами» Св. Юрія.
У тюркській міфології пращуркою усіх тюркських народів вважається чарівна вовчиця Асена.

### У літературі
- Герман Гессе — «Степовий вовк».
- Джек Лондон — «Біле Ікло», «Поклик предків».
- Іан Вайброу — «Капосна книжка маленького вовчика».
- У Пісні льоду й полум'я вовк — Герб Дому Старків. Самих Старків у романах часто називають Вовками. Також Старки мають своїх деривовків.
- У казці Червона шапочка — один з головних героїв.
- У п'єсі Олеся Барліга «Уроборос у Східному експресі»[27] відтворюється мотив вовків-пращурів людини й страху перед демонічною вовчицею.